# Meghan Markle
Meghan Markle, duchessa di Sussex (nome completo: Rachel Meghan Markle; Los Angeles, 4 agosto 1981), è un'attrice statunitense, moglie, dal 19 maggio 2018, del principe Henry, duca di Sussex, e madre dei principi Archie Harrison e Lilibet Diana.

## Biografia

### Infanzia e studi
Meghan Markle nacque il 4 agosto 1981 a West Park Hospital di Canoga Park, quartiere di Los Angeles, e crebbe nei quartieri di View Park-Windsor Hills e Hollywood. La madre, Doria Loyce Ragland, nata il 15 settembre 1956, afroamericana di origini nigeriane, è un'assistente sociale e istruttrice di yoga, mentre il padre, Thomas Wayne Markle, nato il 18 luglio 1944, è stato direttore della fotografia della serie Sposati... con figli. Meghan ha due fratellastri maggiori, Yvonne Samantha e Thomas Jr., nati dal primo matrimonio del padre con Roslyn Loveless. Meghan aveva due anni quando i suoi genitori divorziarono.
Ha studiato alla scuola superiore Immaculate Heart, a Hollywood, diplomandosi nel 1999. Ottenuta una borsa di studio, dallo stesso anno ha frequentato teatro alla Northwestern University, lavorando come baby sitter nei weekend; è inoltre entrata nella confraternita studentesca femminile (sorority) Kappa Kappa Gamma. Nel 2002 ha svolto uno stage presso l'ambasciata di Buenos Aires; avendo così allargato il suo campo di studi, nel 2003 ha conseguito il bachelor of arts degree nella doppia disciplina Teatro e Studi internazionali.

### Carriera da attrice
Ha recitato in film quali Sballati d'amore - A Lot Like Love, Remember Me, In viaggio con una rock star e Come ammazzare il capo... e vivere felici, e serie televisive come Suits, The War at Home, Fringe, CSI: Miami, CSI: NY, The League, Castle, Knight Rider, Senza traccia, 90210 e Til Death - Per tutta la vita. Ha lavorato anche come modella e calligrafa.
Ottiene il suo primo ruolo di rilievo entrando nel cast della serie televisiva USA Network Suits, nel 2011, recitando la parte dell'assistente legale Rachel Zane fino al 2017. Dal 2014 al 2017 Markle è stata caporedattrice del sito web di lifestyle The Tig, da lei fondato. Dopo il fidanzamento ufficiale con il principe Henry del Galles, annuncia il suo addio alle scene e al mondo della moda.
A partire dal 2020, in seguito alla decisione di Meghan e Henry di rinunciare al Sovereign Grant, la coppia firma un contratto con Netflix per la realizzazione di un progetto. Contemporaneamente Markle esordisce come doppiatrice facendo da voce narrante nel film di Disneynature La famiglia di elefanti.

### Vita privata
Nel 2004 ha cominciato una relazione con il produttore cinematografico Trevor Engelson, con cui si è sposata, con rito civile, il 10 settembre 2011 e da cui ha divorziato nell'agosto 2013.
Dal giugno 2016 viene resa nota al grande pubblico la sua frequentazione col principe Henry del Galles, figlio secondogenito di Carlo III del Regno Unito e Lady Diana, nonché nipote di Elisabetta II. Il 27 novembre 2017 viene annunciato ufficialmente il loro fidanzamento da parte della casa reale di Windsor.
In preparazione al matrimonio, Justin Welby, l'arcivescovo di Canterbury, ha battezzato Meghan nella Chiesa anglicana il 6 marzo 2018. La cerimonia, privata, è stata eseguita con l'acqua proveniente dal fiume Giordano nella cappella reale del Palazzo di St. James.

### Matrimonio con il principe Harry: duchessa di Sussex

#### Le nozze e la maternità

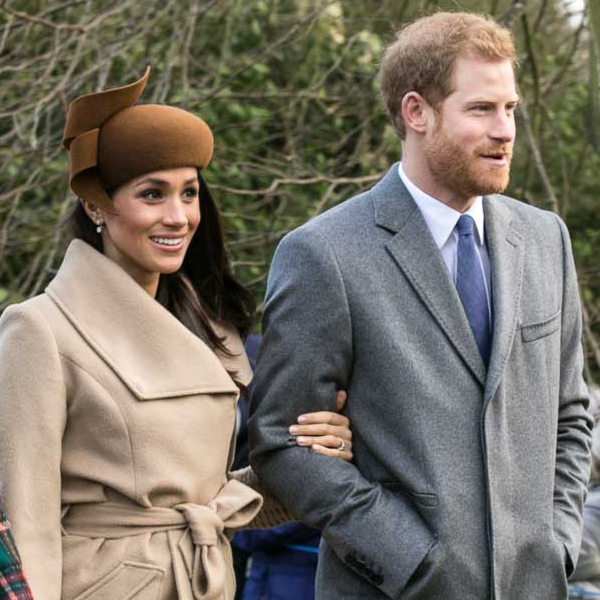
Meghan Markle con il marito Harry, duca di Sussex

Le nozze di Meghan Markle e il Principe Harry si sono celebrate il 19 maggio 2018 nella cappella di San Giorgio, nel Castello di Windsor. La coppia, per il matrimonio, ha scelto una lista nozze solidale: chiunque avesse voluto partecipare al matrimonio reale avrebbe dovuto fare una donazione a una delle sette organizzazioni a scopo benefico scelte dagli sposi.
Il 15 ottobre 2018 Kensington Palace ha annunciato che la coppia era in attesa del primo figlio, nato il 6 maggio 2019 al Portland Hospital di Westminster, un maschio, che viene chiamato Archie Harrison. Nel novembre 2020 la duchessa dichiara ufficialmente di aver perso un bambino a causa di un aborto spontaneo, precisamente nel mese di luglio. Il 14 febbraio 2021 viene annunciato che la duchessa è in attesa del secondo figlio, il cui sesso viene rivelato il 7 marzo 2021: una bambina, nata il 4 giugno 2021 al Santa Barbara Cottage Hospital in California, che viene chiamata Lilibet Diana.

#### Reale lavoratrice e impegni (2018–19)

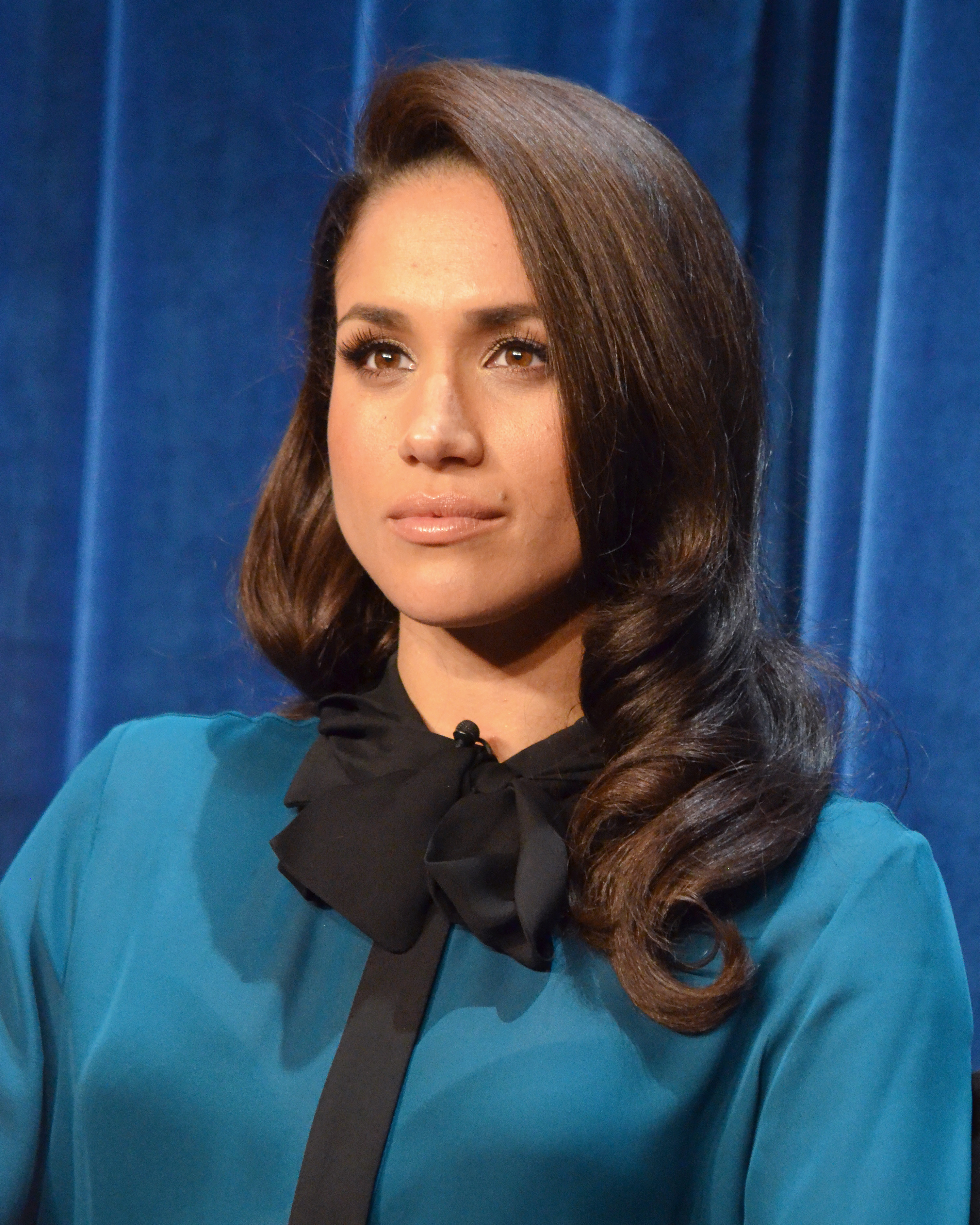
Meghan Markle nel 2013

La prima apparizione pubblica di Meghan con Harry dopo il loro annuncio di fidanzamento fu durante una raccolta fondi a Nottingham il 1º dicembre 2017, in occasione della Giornata mondiale contro l'AIDS. Nel gennaio del 2018 ha accompagnato Harry durante i suoi impegni reali a Brixton, Cardiff, alla Goldsmiths' Hall ed Edimburgo.
Il 28 febbraio 2018 Meghan ha partecipato al primo forum annuale della The Royal Foundation, Making a Difference Together. Dopo il matrimonio con Harry, è diventata la quarta patrona della fondazione a fianco del marito Harry e dei cognati William, duca di Cambridge e di Catherine, duchessa di Cambridge.
A fianco della regina e degli altri membri della famiglia reale ha partecipato alla funzione all'Abbazia di Westminster per il Commonwealth Day il 12 marzo 2018. Compresa la prima visita ufficiale in Irlanda del Nord il 23 marzo 2018, Meghan ha svolto 26 impegni pubblici ufficiali prima del matrimonio.
Il primo impegno ufficiale dopo il matrimonio è stato in occasione del 70º compleanno di Carlo III del Regno Unito, il 22 maggio 2018, per cui è stata organizzata una festa per celebrare il lavoro umanitario del principe del Galles. La sua prima visita ufficiale fuori dal Regno Unito, su richiesta del governo britannico, è stata a Dublino, Irlanda, nel luglio 2018.
Nel febbraio 2019, Harry e Meghan hanno visitato ufficialmente il Marocco, e hanno preso parte a progetti incentrati sull'emancipazione femminile. A settembre e ottobre 2019, ha intrapreso con il marito e il figlio Archie una visita ufficiale  nell'Africa meridionale, che ha incluso una visita a Malawi, Angola, Sudafrica e Botswana.
Il duca e la duchessa, prima di trasferirsi all'estero, vivevano al Nottingham Cottage, vicino a Kensington Palace.
Come duchessa di Sussex, Meghan è stata criticata per le sue scelte poco idonee al suo status: per aver utilizzato regolarmente jet privati durante i viaggi personali all'estero (dopo aver parlato ad eventi di dover agire per il meglio riguardo al clima), il che avrebbe lasciato un'impronta di carbonio maggiore a persona rispetto agli aerei commerciali; e per aver voluto una zona vuota di circa 40 posti intorno a lei a Wimbledon mentre stava guardando una partita di Serena Williams a luglio 2019.

#### Ritiro, trasferimento e attività successive (dal 2020)
Nel gennaio 2020 Meghan e il marito annunciano la volontà di ritirarsi dagli incarichi pubblici della famiglia reale e di voler diventare finanziariamente indipendenti, rinunciando al Sovereign Grant, una sorta di appannaggio reale. Rinunciano così anche al trattamento di Altezza Reale, pur non perdendolo. Si trasferiscono quindi in Canada, a Vancouver, e successivamente in California, affittando una villa e, successivamente, acquistando a Santa Barbara una residenza già appartenuta a Mel Gibson.
Nel dicembre 2020, Meghan e Harry hanno firmato un accordo pluriennale con Spotify per produrre podcast; nel giugno 2023, Spotify ha cancellato l'accordo. A luglio 2021, è stato annunciato che Meghan avrebbe prodotto esecutivamente una serie animata per Netflix chiamata "Pearl", successivamente cancellata nel 2022. Nel 2021 pubblica anche il suo primo libro, La panchina.
Nell'ottobre 2021, ha scritto una lettera aperta al leader della maggioranza del Senato Americano Chuck Schumer e alla presidente della Camera Nancy Pelosi, sostenendo il congedo retribuito per i genitori. Le sue osservazioni sono state accolte in maniera negativa dai rappresentanti repubblicani, che hanno trovato la sua dichiarazione "fuori dal mondo" e hanno criticato la sua interferenza nella politica americana mentre utilizzava i suoi titoli reali britannici (rompendo inoltre il protocollo che prevede che i reali si astengano dall'interferire in politica). Si dice che Meghan abbia fatto pressioni sui senatori di entrambi i partiti sulla questione del congedo familiare retribuito.
A marzo 2025, Markle fa uscire "With love, Meghan", sua serie Netflix incentrata sul cibo, lifestyle e consigli domestici, e la cucina. La serie, che ha ricevuto maggiormente critiche negative, è stata giudicata un flop a livello di ascolti già a luglio 2025.

## Controversie
Nel 2021, poco prima che Meghan e Harry venissero intervistati da Oprah Winfrey, Valentine Low riferì al The Times che l'ex segretario alle comunicazioni di Meghan, Jason Knauf, si era lamentato nell'ottobre 2018 del fatto che la sua condotta a Kensington Palace aveva portato alle dimissioni di due assistenti personali e aveva minato un terzo dipendente. Successivamente, Buckingham Palace avviò un'indagine sulle accuse di bullismo. Lo staff (formato dal segretario particolare Sam Cohen, la responsabile delle comunicazioni Sara Latham e l'assistente addetta stampa Marnie Gaffney) secondo il libro "Courtiers: The Hidden Power Behind the Crown" di Valentine Low (pubblicato poco dopo la morte della regina), l'avrebbe definita una "sociopatica narcisista", il cui vero obiettivo era "essere respinta" perché "ossessionata da quella narrazione fin dal primo giorno"; sempre secondo il libro, Meghan era in cattivi rapporti con il segretario privato della regina Elisabetta II, Edward Young.
Nel marzo del 2021 andò in onda un'intervista realizzata da Oprah Winfrey, nella quale Meghan Markle accusò di razzismo l'entourage della famiglia reale, affermando di non essere stata protetta, di aver pensato al suicidio, e di aver percepito che vi era preoccupazione "per il colore della pelle del figlio". È seguita una reazione che ha messo in dubbio la veridicità e il contesto delle affermazioni fatte dalla coppia. Alcune affermazioni fatte da Meghan sono state controverse: ha rivelato di aver celebrato un matrimonio privato con Harry senza testimoni tre giorni prima delle nozze ufficiali, con l'arcivescovo di Canterbury presente; successivamente lo stesso arcivescovo ha negato tale affermazione. Meghan ha affermato di essersi vista ritirare la patente e passaporto quando è entrata a far parte della famiglia reale; tuttavia ha comunque continuato a viaggiare in 14 paesi. Ha affermato di non vedere la sorellastra Samantha da 18-19 anni; tuttavia la stessa tramite delle foto scattate con Meghan dimostrò che le affermazioni erano false. La duchessa ha anche affermato di non aver mai cercato né informazioni su Harry né sulla famiglia reale online prima delle nozze; ma queste affermazioni sono state smentite.
Nel marzo 2022, la sorellastra di Meghan, Samantha Markle, ha intentato una causa per diffamazione contro essa, in Florida, accusandola di aver mentito durante la sua intervista a Oprah e di aver diffuso false dichiarazioni tramite la sua segretaria delle comunicazioni riguardo al libro "Finding Freedom" e ha chiesto un risarcimento danni pari a più di 75.000 dollari. Nel giugno dello stesso anno, Meghan chiese l'archiviazione del caso, ma il giudice respinse la sua prima richiesta, ed ella ne presentò una seconda. Un giudice in Florida ha successivamente respinto la seconda richiesta di interrompere il processo, ma ha archiviato la causa nel marzo 2023.
La popolarità della duchessa - e del marito - ha risentito dopo le incoerenze nelle affermazioni fatte dalla coppia: in sondaggi effettuati sulla famiglia reale fra il 2022 e il 2024 rivolti alla popolazione nel Regno Unito, Meghan Markle e il marito risultano essere agli ultimi posti in indice di gradimento.
Nell'agosto 2024, Josh Kettler, il consulente di Santa Barbara che era stato capo dello staff del duca e della duchessa, si è dimesso dopo soli tre mesi di lavoro, divenendo l'ennesimo dipendente della coppia a dare le dimissioni dopo pochissimo tempo al loro servizio; per l'occasione, una fonte vicina alla coppia ha rivelato che la duchessa è una donna dal carattere irascibile, "terribile", che non accetta consigli, urla, e sminuisce la servitù. Altri dipendenti che hanno lavorato per lei, sempre a Santa Barbara, la hanno definita una "dittatrice", che ha ridotto membri dello staff in lacrime.
La serie Netflix di Markle, "With Love, Meghan", uscita nel marzo 2025 e incentrata su lifestyle e consigli domestici, è stata ampiamente criticata, fino a raggiungere maggiormente critiche negative e accuse. Fra le tante, quella di falsità, tentativo forzato di apparire, egocentrismo, mancanza di umiltà e autenticità. Gli ascolti sono stati bassi, con un 33% registrato dal sito Rotten Tomatoes. Le polemiche sono aumentate subito dopo un apparente errore di comunicazione durante una delle puntate, che ha visto l'ospite Mindy Kaling corretta riguardo l'uso del cognome di Meghan da parte della stessa: "È anche molto divertente che continui a dire Meghan Markle. [...] Adesso sai che sono Sussex", e ciò ha generato polemiche riguardo al suo uso scorretto del cognome reale.

## Titoli e trattamento
- 4 agosto 1981 – 10 settembre 2011: Miss Rachel Meghan Markle
- 10 settembre 2011 – agosto 2013: Mrs. Rachel Meghan Markle Engelson
- agosto 2013 – 19 maggio 2018: Ms. Rachel Meghan Markle
- dal 19 maggio 2018: Sua Altezza Reale la Duchessa di Sussex
  - in Scozia: Sua Altezza Reale la Contessa di Dumbarton
  - in Irlanda del Nord: Sua Altezza Reale la Baronessa Kilkeel

Meghan seppur non perdendolo non userà il trattamento di altezza reale a seguito della rinuncia ad essere working royal. Il titolo e trattamento completo di Meghan è il seguente: Meghan, duchessa di Sussex, contessa di Dumbarton, baronessa Kilkeel".
Meghan ha mantenuto il passaporto americano con il suo cognome. Non ha il passaporto britannico in quanto non è rimasta nel Regno Unito i tre anni necessari per diventare cittadina britannica: ha ricevuto i titoli in virtù del matrimonio, in quanto Henry è duca di Sussex. Al contrario degli altri membri della famiglia reale, ella è comunemente appellata dalla stampa e dai cittadini con il suo nome e cognome originari, forse anche a causa del suo passato di attrice conosciuta.
Nel gennaio 2020 il principe Harry e la moglie annunciano di volersi ritirare dai loro ruoli di reali a tempo pieno per diventare finanziariamente indipendenti.

### Stemma
Lo stemma personale della Duchessa di Sussex è stato concesso al momento del suo matrimonio con il principe Henry. Lo stemma è stato creato ex novo da Thomas Woodcock, re d'armi della Giarrettiera, grazie alla collaborazione dell'ufficio araldico nazionale inglese con il seguente significato: uno scudo a sfondo azzurro, il colore dell'Oceano Pacifico, in ricordo del Paese di origine della Duchessa, così come le due strisce dorate ricordano il sole californiano. Le tre piume rappresentano la comunicazione ed il potere delle parole. Sotto lo scudo, papaveri della California su un tappeto d’erba si incontrano con il calicanto d’inverno, che cresce nei prati di Kensington Palace. A supportare lo stemma sono stati scelti due animali simbolo dell'unione di Meghan con la famiglia reale: da una parte un leone e dall'altra un uccello canoro con le ali aperte, anche questo un simbolo del potere della comunicazione.

Stemma personale di Meghan, duchessa di Sussex (2018-)
Monogramma personale di Meghan, duchessa di Sussex

## Ascendenza
Da parte di suo padre la duchessa di Sussex ha antenati di origini inglesi, irlandesi e tedesche mentre da parte di sua madre ha antenati afroamericani, provenienti principalmente dagli Stati americani della Georgia e dell'Ohio.
|                        |                       |                          | Genitori                  |  |  | Nonni |  |  | Bisnonni            |  |  | Trisnonni              |  |
|                        |                       |                          |                           |  |  |       |  |  | Isaac Thomas Markle |  |  | George Benjamin Markle |  |
|                        |                       |                          |                           |  |  |       |  |  | Isaac Thomas Markle |  |  | George Benjamin Markle |  |
|                        |                       | Mary Jane Mangle         |                           |  |  |       |  |  | Isaac Thomas Markle |  |  |                        |  |
| Gordon Arnold Markle   |                       |                          |                           |  |  |       |  |  | Isaac Thomas Markle |  |  |                        |  |
|                        |                       | Ruth Ann Arnold          | Adam A. Arnold            |  |  |       |  |  |                     |  |  |                        |  |
|                        |                       | Ruth Ann Arnold          | Adam A. Arnold            |  |  |       |  |  |                     |  |  |                        |  |
|                        |                       | Ruth Ann Arnold          | Martha Jane Sykes         |  |  |       |  |  |                     |  |  |                        |  |
| Thomas Wayne Markle    |                       | Ruth Ann Arnold          |                           |  |  |       |  |  |                     |  |  |                        |  |
|                        |                       | Frederick George Sanders | George Sanders            |  |  |       |  |  |                     |  |  |                        |  |
|                        |                       | Frederick George Sanders | George Sanders            |  |  |       |  |  |                     |  |  |                        |  |
|                        |                       | Frederick George Sanders | Mary Belle Ellsworth      |  |  |       |  |  |                     |  |  |                        |  |
| Doris Mai Rita Sanders |                       | Frederick George Sanders |                           |  |  |       |  |  |                     |  |  |                        |  |
|                        |                       | Gertrude May Merrill     | George David Merrill      |  |  |       |  |  |                     |  |  |                        |  |
|                        |                       | Gertrude May Merrill     | George David Merrill      |  |  |       |  |  |                     |  |  |                        |  |
|                        |                       | Gertrude May Merrill     | Mary Bird                 |  |  |       |  |  |                     |  |  |                        |  |
| Rachel Meghan Markle   |                       | Gertrude May Merrill     |                           |  |  |       |  |  |                     |  |  |                        |  |
|                        | Steve Ritchie Ragland | Jeremiah Ragland         |                           |  |  |       |  |  |                     |  |  |                        |  |
|                        | Steve Ritchie Ragland | Jeremiah Ragland         |                           |  |  |       |  |  |                     |  |  |                        |  |
|                        | Steve Ritchie Ragland | Claudia Ritchie          |                           |  |  |       |  |  |                     |  |  |                        |  |
| Alvin Azell Ragland    | Steve Ritchie Ragland |                          |                           |  |  |       |  |  |                     |  |  |                        |  |
|                        |                       | Louise Catherine Russell | James Cunagan Russell     |  |  |       |  |  |                     |  |  |                        |  |
|                        |                       | Louise Catherine Russell | James Cunagan Russell     |  |  |       |  |  |                     |  |  |                        |  |
|                        |                       | Louise Catherine Russell | Virginia Lee Betts        |  |  |       |  |  |                     |  |  |                        |  |
| Doria Loyce Ragland    |                       | Louise Catherine Russell |                           |  |  |       |  |  |                     |  |  |                        |  |
|                        |                       | James T. Arnold          | Samuel O. Arnold          |  |  |       |  |  |                     |  |  |                        |  |
|                        |                       | James T. Arnold          | Samuel O. Arnold          |  |  |       |  |  |                     |  |  |                        |  |
|                        |                       | James T. Arnold          | Gertrude Elizabeth Sadler |  |  |       |  |  |                     |  |  |                        |  |
| Jeanette Arnold        |                       | James T. Arnold          |                           |  |  |       |  |  |                     |  |  |                        |  |
|                        |                       | Nettie Mie Allen         | Hunter Luther Allen       |  |  |       |  |  |                     |  |  |                        |  |
|                        |                       | Nettie Mie Allen         | Hunter Luther Allen       |  |  |       |  |  |                     |  |  |                        |  |
|                        |                       | Nettie Mie Allen         | Gertrude Parks            |  |  |       |  |  |                     |  |  |                        |  |
|                        |                       | Nettie Mie Allen         |                           |  |  |       |  |  |                     |  |  |                        |  |

## Filmografia

### Attrice

#### Cinema
- Sballati d'amore - A Lot Like Love  (A Lot Like Love), regia di Nigel Cole (2005)
- Remember Me, regia di Allen Coulter (2010)
- In viaggio con una rock star (Get Him to the Greek), regia di Nicholas Stoller – cameo non accreditato (2010)
- The Candidate, regia di David Karlak – cortometraggio (2010)
- Come ammazzare il capo... e vivere felici (Horrible Bosses), regia di Seth Gordon (2011)
- Dysfunctional Friends, regia di Corey Grant (2012)
- Random Encounters, regia di Boris Undorf (2013)
- Anti-Social, regia di Reg Traviss (2015)

#### Televisione
- General Hospital – serial TV, 1 puntata (2002)
- Century City – serie TV, episodio 1x04 (2004)
- Cuts – serie TV, episodio 1x05 (2005)
- Love, Inc. – serie TV, episodio 1x09 (2005)
- The War at Home – serie TV, episodio 1x17 (2006)
- Inganno fatale (Deceit), regia di Matthew Cole Weiss – film TV (2006)
- CSI: NY – serie TV, episodio 3x07 (2006)
- 90210 – serie TV, episodi 1x01-1x02 (2008)
- Til Death - Per tutta la vita (Til Death) – serie TV, episodio 3x02 (2008)
- The Apostles, regia di David McNally – film TV (2008)
- Good Behavior, regia di Charles McDougall – film TV (2008)
- Knight Rider – serie TV, episodio 1x14 (2009)
- Senza traccia (Without a Trace) – serie TV, episodio 7x15 (2009)
- Fringe – serie TV, episodi 2x01-2x02 (2009)
- The League – serie TV, episodio 1x02 (2009)
- CSI: Miami – serie TV, episodio 8x20 (2010)
- The Boys and Girls Guide to Getting Down, regia di Michael Shapiro – film TV (2011)
- Suits – serie TV, 108 episodi (2011-2018)
- Castle – serie TV, episodio 4x17 (2012)
- Suits Webisodes – miniserie TV, episodio 3x04 (2013)
- Dove rimane il cuore (When Sparks Fly), regia di Gary Yates – film TV (2014)
- Il manuale degli appuntamenti (Dater's Handbook), regia di James Head – film TV (2016)
- Harry e Meghan - serie TV, 6 episodi (2022)

#### Video musicali
- 1000 Oceans di Tori Amos (1999)[85]
- Christmas Spirit di Richard Marx (2012)[86]

### Doppiatrice
- Voce narrante di La famiglia di elefanti (Elephant), regia di Mark Linfield, Vanessa Berlowitz, Alastair Fothergill – documentario (2020)
- Voce narrante di La panchina, titolo originale: The Bench - Read Aloud with Meghan, The Duchess of Sussex (2021).

## Doppiatrici italiane
Nelle versioni in italiano dei suoi film, Meghan Markle è stata doppiata da:
- Francesca Manicone in Senza traccia, Suits, Il manuale degli appuntamenti, Harry e Meghan, With love Meghan
- Tatiana Dessi in Knight Rider, Fringe
- Domitilla D'Amico in Castle

Da doppiatrice è sostituita da:
- Elisa in La famiglia di elefanti